# Bjärred
Bjärred est une localité de la commune de Lomma dans le sud de la Suède. Elle est située sur la côte bordant le détroit de l'Øresund, à 20 km au nord de Malmö et 10 km à l'ouest de Lund.
Le 22 mars 1970 y nait le chanteur de pop Andreas Johnson dont la chanson la plus connue Glorious issue de son album Liebling a servi pour la publicité de la pâte à tartiner Nutella.

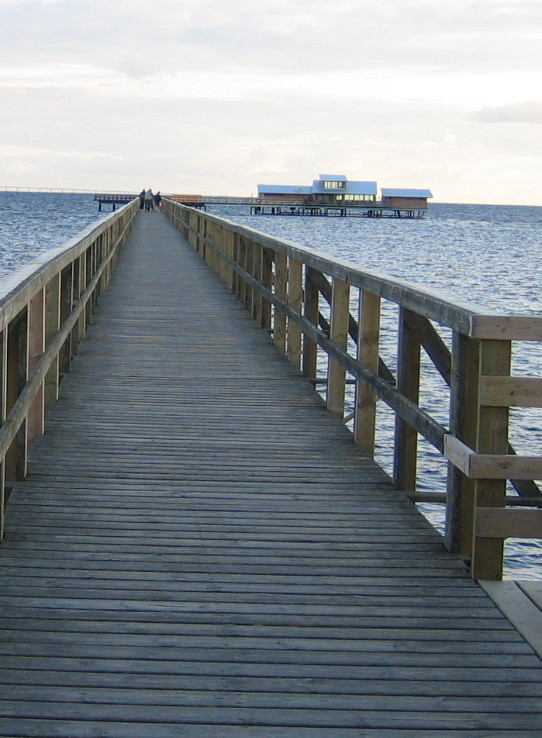
Långa bryggan, un bain public de plein-air à Bjärred